# Férfi kormányos nélküli négyes evezés a 2012. évi nyári olimpiai játékokon
A 2012. évi nyári olimpiai játékokon az evezés férfi kormányos nélküli négyes versenyszámát július 30. és augusztus 4. között rendezték Eton Dorney-ben. A versenyt a brit hajó nyerte az ausztrál és az amerikai egység előtt.

## Versenynaptár
Az időpontok helyi idő szerint, zárójelben magyar idő szerint olvashatóak.
| Dátum                         | Időpont       | Forduló     |
| ----------------------------- | ------------- | ----------- |
| 2012. július 30., hétfő       | 10:40 (11:40) | Előfutamok  |
| 2012. július 31., kedd        | 10:00 (11:00) | Reményfutam |
| 2012. augusztus 2., csütörtök | 10:10 (11:10) | Elődöntők   |
| 2012. augusztus 4., szombat   | 10:30 (11:30) | Döntő       |

## Rekordok
A verseny előtt a következő rekordok voltak érvényben:
| Világrekord     | Alex Gregory, Pete Reed, Tom James, Andrew Triggs-Hodge (GBR)           | 5:37,86 | Luzern, Svájc      | 2012. május 25.     |
| Olimpiai rekord | Jochen Urban, Sebastian Thormann, Philipp Stueer, Bernd Heidicker (GER) | 5:48,52 | Athén, Görögország | 2004. augusztus 19. |

A versenyen új rekord született (az első előfutamban):
| Olimpiai rekord | William Lockwood, James Chapman, Drew Ginn, Joshua Dunkley-Smith (AUS) | 5:47,06 | London, Egyesült Királyság | 2012. július 30. |

## Eredmények
Az idők másodpercben értendők. A rövidítések jelentése a következő:
- QS: Elődöntőbe jutás helyezés alapján
- QA: Az A-döntőbe jutás helyezés alapján
- QB: A B-döntőbe jutás helyezés alapján

### Előfutamok
Három előfutamot rendeztek, öt, valamint négy-négy résztvevővel. Az első három helyezett bejutott az elődöntőbe, a többiek a reményfutamba kerültek. 
| Helyezés | Nemzet | Idő      | Mj       |
| 1. futam | 1. futam | 1. futam | 1. futam |
| -------- | --- | -------- | -------- |
| 1.       | Ausztrália (AUS) · William Lockwood, James Chapman, Drew Ginn, Joshua Dunkley-Smith                          | 5:47,06  | QS       |
| 2.       | Németország (GER) · Gregor Hauffe, Toni Seifert, Urs Käufer, Sebastian Schmidt                               | 5:49,84  | QS       |
| 3.       | Kanada (CAN) · Michael Wilkinson, Anthony Jacob, Will Dean, Derek O'Farrel                                   | 5:50,78  | QS       |
| 4.       | Új-Zéland (NZL) · Tyson Williams, Jade Uru, Sean O'Neill, Chris Harris                                       | 5:51,84  |          |
| 5.       | Szerbia (SRB) · Miloš Vasić, Radoje Đerić, Miljan Vuković, Goran Jagar                                       | 5:53,35  |          |
| 2. futam | |          |          |
| 1.       | Nagy-Britannia (GBR) · Alex Gregory, Pete Reed, Tom James, Andrew Triggs-Hodge                               | 5:50,27  | QS       |
| 2.       | Románia (ROU) · Marius-Vasile Cozmuic, George Palamariu, Christi-Ilie Pirghie, Florin Curuea                 | 5:52,87  | QS       |
| 3.       | Fehéroroszország (BLR) · Vadzim Ljalin, Dzjanyisz Migal, Sztanyiszlav Scsarbacsenya, Aljakszandr Kazubovszki | 5:53,26  | QS       |
| 4.       | Csehország (CZE) · Michal Horváth, Jakub Podrazil, Milan Bruncvík, Jr., Matyáš Klang                         | 5:54,37  |          |
| 3. futam | |          |          |
| 1.       | Egyesült Államok (USA) · Glenn Ochal, Henrik Rummel, Charles Cole, Scott Gault                               | 5:54,88  | QS       |
| 2.       | Hollandia (NED) · Boaz Meylink, Kaj Hendrinks, Ruben Knab, Mechiel Versluis                                  | 5:55,99  | QS       |
| 3.       | Görögország (GRE) · Stergios Papachristos, Ioannis Tsilis, Georgios Tziallas, Ioannis Christou               | 5:57,71  | QS       |
| 4.       | Olaszország (ITA) · Simone Venier, Mario Paonessa, Luca Agamennoni, Vincenzo Capelli                         | 6:02,01  |          |

### Reményfutam
Egy reményfutamot rendeztek, négy résztvevővel. Az első három helyezett bejutott az elődöntőbe, a negyedik kiesett.
| Helyezés | Nemzet                                                                               | Idő     | Mj |
| -------- | ------------------------------------------------------------------------------------ | ------- | -- |
| 1.       | Szerbia (SRB) · Miloš Vasić, Radoje Đerić, Miljan Vuković, Goran Jagar               | 6:01,97 | QS |
| 2.       | Új-Zéland (NZL) · Tyson Williams, Jade Uru, Sean O'Neill, Chris Harris               | 6:03,66 | QS |
| 3.       | Olaszország (ITA) · Simone Venier, Mario Paonessa, Luca Agamennoni, Vincenzo Capelli | 6:04,27 | QS |
| 4.       | Csehország (CZE) · Michal Horváth, Jakub Podrazil, Milan Bruncvík, Jr., Matyáš Klang | 6:04,56 |    |

### Elődöntők
Két elődöntőt rendeztek, hat-hat részvevővel. Az első három helyezett az A-döntőbe jutott a többiek a B-döntőbe kerültek.
| Helyezés | Nemzet | Idő      | Mj       |
| 1. futam | 1. futam | 1. futam | 1. futam |
| -------- | --- | -------- | -------- |
| 1.       | Nagy-Britannia (GBR) · Alex Gregory, Pete Reed, Tom James, Andrew Triggs-Hodge                               | 5:58,26  | QA       |
| 2.       | Ausztrália (AUS) · William Lockwood, James Chapman , Drew Ginn, Joshua Dunkley-Smith                         | 5:59,23  | QA       |
| 3.       | Hollandia (NED) · Boaz Meylink, Kaj Hendrinks, Ruben Knab, Mechiel Versluis                                  | 6:03,71  | QA       |
| 4.       | Olaszország (ITA) · Simone Venier, Mario Paonessa, Luca Agamennoni, Vincenzo Capelli                         | 6:05,00  | QB       |
| 5.       | Fehéroroszország (BLR) · Vadzim Ljalin, Dzjanyisz Migal, Sztanyiszlav Scsarbacsenya, Aljakszandr Kazubovszki | 6:05,26  | QB       |
| 6.       | Szerbia (SRB) · Miloš Vasić, Radoje Đerić, Miljan Vuković, Goran Jagar                                       | 6:07,41  | QB       |

| Helyezés | Nemzet                                                                                         | Idő      | Mj       |
| 2. futam | 2. futam                                                                                       | 2. futam | 2. futam |
| -------- | ---------------------------------------------------------------------------------------------- | -------- | -------- |
| 1.       | Egyesült Államok (USA) · Glenn Ochal, Henrik Rummel, Charles Cole, Scott Gault                 | 6:01,72  | QA       |
| 2.       | Görögország (GRE) · Stergios Papachristos, Ioannis Tsilis, Georgios Tziallas, Ioannis Christou | 6:02,61  | QA       |
| 3.       | Németország (GER) · Gregor Hauffe, Toni Seifert, Urs Käufer, Sebastian Schmidt                 | 6:04,61  | QA       |
| 4.       | Új-Zéland (NZL) · Tyson Williams, Jade Uru, Sean O'Neill, Chris Harris                         | 6:06,36  | QB       |
| 5.       | Kanada (CAN) · Michael Wilkinson, Anthony Jacob, Will Dean, Derek O'Farrel                     | 6:08,90  | QB       |
| 6.       | Románia (ROU) · Marius-Vasile Cozmuic, George Palamariu, Christi-Ilie Pirghie, Florin Curuea   | 6:12,74  | QB       |

### Döntők

#### B-döntő
A B-döntőt hat egységgel rendezték, az elődöntők 4–6. helyezettjeivel.
| Helyezés (Összesített) | Nemzet | Idő     |
| ---------------------- | --- | ------- |
| 1. (7.)                | Fehéroroszország (BLR) · Vadzim Ljalin, Dzjanyisz Migal, Sztanyiszlav Scsarbacsenya, Aljakszandr Kazubovszki | 6:09,31 |
| 2. (8.)                | Olaszország (ITA) · Simone Venier, Mario Paonessa, Luca Agamennoni, Vincenzo Capelli                         | 6:09,42 |
| 3. (9.)                | Kanada (CAN) · Michael Wilkinson, Anthony Jacob, Will Dean, Derek O'Farrel                                   | 6:11,15 |
| 4. (10.)               | Szerbia (SRB) · Miloš Vasić, Radoje Đerić, Miljan Vuković, Goran Jagar                                       | 6:11,94 |
| 5. (11.)               | Új-Zéland (NZL) · Tyson Williams, Jade Uru, Sean O'Neill, Chris Harris                                       | 6:11,97 |
| 6. (12.)               | Románia (ROU) · Marius-Vasile Cozmuic, George Palamariu, Christi-Ilie Pirghie, Florin Curuea                 | 6:16,20 |

#### A-döntő
Az A-döntőt hat egységgel rendezték, az elődöntők 1–3. helyezettjeivel. 
| Helyezés | Nemzet                                                                                         | Idő     |
| -------- | ---------------------------------------------------------------------------------------------- | ------- |
| Arany    | Nagy-Britannia (GBR) · Alex Gregory, Pete Reed, Tom James, Andrew Triggs-Hodge                 | 6:03,97 |
| Ezüst    | Ausztrália (AUS) · William Lockwood, James Chapman , Drew Ginn, Joshua Dunkley-Smith           | 6:05,19 |
| Bronz    | Egyesült Államok (USA) · Glenn Ochal, Henrik Rummel, Charles Cole, Scott Gault                 | 6:07,20 |
| 4.       | Görögország (GRE) · Stergios Papachristos, Ioannis Tsilis, Georgios Tziallas, Ioannis Christou | 6:11,43 |
| 5.       | Hollandia (NED) · Boaz Meylink, Kaj Hendrinks, Ruben Knab, Mechiel Versluis                    | 6:14,78 |
| 6.       | Németország (GER) · Gregor Hauffe, Toni Seifert, Urs Käufer, Sebastian Schmidt                 | 6:16,37 |